# Acianthus bracteatus
Acianthus bracteatus är en orkidéart som beskrevs av Alfred Barton Rendle. Acianthus bracteatus ingår i släktet Acianthus och familjen orkidéer. Inga underarter finns listade i Catalogue of Life.